# Gaetano De Cosmo
Gaetano De Cosmo (Taranto, 3 marzo 1945 – Taranto, 1º giugno 2007) è stato un politico italiano.

## Biografia
Conosciuto come Mimmo, esponente del partito della Lega d'Azione Meridionale, ha svolto anche l'attività di assicuratore. Fu vicesindaco di Taranto durante l'amministrazione del leader dello stesso movimento Giancarlo Cito, per poi rivestire la carica di primo cittadino dal 1996, quando quest'ultimo lasciò per presunte collusioni mafiose, al 1999.

### Vicende giudiziarie
Fu coinvolto nello scandalo politico delle tangenti del caso Cervelli, che coinvolse tra gli altri l'ex sindaco di Taranto ed allora deputato Giancarlo Cito, che lo portò alle dimissioni e all'arresto nel novembre 1997 e alla condanna definitiva a tre anni e quattro mesi di reclusione per concussione, dopo il processo tenutosi con rito abbreviato, nel giugno 2004.
Durante lo sconto della pena, il 16 luglio 2006 fu condannato, insieme allo stesso Cito, ad un ex assessore ed un dirigente comunale, a due anni di reclusione per abuso d'ufficio per la vicenda della mancata concessione d'utilizzo dello Stadio Erasmo Iacovone al Taranto nel 1996.